# Київський міський дитячий діагностичний центр
Амбулаторно-поліклінічний заклад «Київський міський дитячий діагностичний центр» — заснований на комунальній власності територіальної громади міста Києва і підпорядкований Департаменту охорони здоров'я виконавчого органу Київської міської ради. Є лікувально — профілактичним і діагностичним закладом. Розташований на лівому березі Дніпра.
Центр розрахований на 480 відвідувань за одну робочу зміну.
Головний лікар — Андрій Семиволос.

## Історія
Заклад збудований за кошти бюджету міста Києва, роботи виконало КП «Житлобудінвест». Експлуатація почалася у травні 2008.